# 리피강

리피강(영어: River Liffey, 아일랜드어: An Life)은 아일랜드의 강이다. 수도인 더블린을 통과하여 더블린만으로 흘러든다. 바이킹시대부터 최근까지 수세기 동안 무역의 통로로 이용되었다. 기네스 맥주가 이 강에서 시작하였고 지금도 강 연안에 공장이 있지만 현재는 양조 공정에서 강의 물을 직접 사용하지는 않는다.